# Overby (Odden Sogn)
 For alternative betydninger, se Overby. (Se også artikler, som begynder med Overby)
Overby er en landsbybebyggelse og samtidig et ejerlav omtrent midt på Sjællands Odde. Landsbyen har under 200 indbyggere og hører til Odden Sogn.
I den nordlige ende af landsbyen ud til Primærrute 21 findes Odden Kirke. Den større by Havnebyen findes omtrent 2½ km længere ude ad odden.
Få km mod øst findes sommerhusområdet Overby Lyng, hvor der har været lyngbevoksning ligesom i Yderby Lyng længere mod vest.